# Власов, Степан Григорьевич
Степан (Стефан) Григорьевич Власов (28 сентября [10 октября] 1854 — 1919) — русский оперный певец (бас) и вокальный педагог, заслуженный артист Императорских театров. Обладал ровным во всех регистрах голосом широкого диапазона, его репертуар насчитывал порядка 50 партий.

## Биография
Родился 28 сентября (10 октября) 1854 года в станице Гундоровской Области войска Донского (ныне — Донецк Ростовской области) в семье донских казаков.
В 1877—1882 годах обучался пению в Московской консерватории у Дж. Гальвани и Э. Тальябуэ. Затем в 1882 году совершенствовал своё мастерство в Вене и позже Италии, где выступал в оперных театрах Турина, Флоренции и других городов.
1 апреля 1885 года Степан Власов дебютировал в России в партии Царя Египта («Аида» Дж. Верди) в Московской частной русской опере С. Мамонтова, где пел до 1887 года. В 1887—1907 годах был солистом московского Большого театра (дебютировал в партии Сусанина — «Жизнь за царя» М. Глинки). Гастролировал по России, в частности, пел в Большом ярмарочном театре (участвовал в антрепризе А. А. Эйхенвальда) в Нижнем Новгороде, а также в Орле, Курске, Житомире, Херсоне, Николаеве, Новочеркасске, Ростове-на-Дону и Таганроге.
В 1907—1917 годах Власов вёл педагогическую работу в Москве, а последние два года жизни — в Новочеркасске. В 1907 году получил звание «Заслуженного артиста Императорских театров». В 1903 году записал два своих произведения на грампластинки фирмы «Граммофон» в Москве.

Памятный знак в Донецке

Умер в 1919 году в хуторе Аникин станицы Гундоровской.
В Донецке Ростовской области (бывшая станица Гундоровская) С. Г. Власову установлен памятный знак.

## Сотрудничество с Шаляпиным
Благодаря уникальному голосу обширного диапазона, Власов был способен работать во всех регистрах, и ему иногда приходилось заменять своих коллег. Так, из-за неравнодушия знаменитого русского баса Фёдора Шаляпина к спиртному, в случаях, когда знаменитый певец не мог выступать, его регулярно заменял Степан Григорьевич Власов. В Москве даже ходил следующий анекдот:

После ночного кутежа Шаляпин возвращается домой на извозчике.

Певец спрашивает извозчика:

— Скажи. Ты когда выпьешь крепко, поёшь?

— Бывает, что и пою, барин.

— А ты сам поёшь?

— Сам. Кто ж за меня споёт.

— А вот когда я выпью, за меня поёт Власов.